# Johnny Lewis

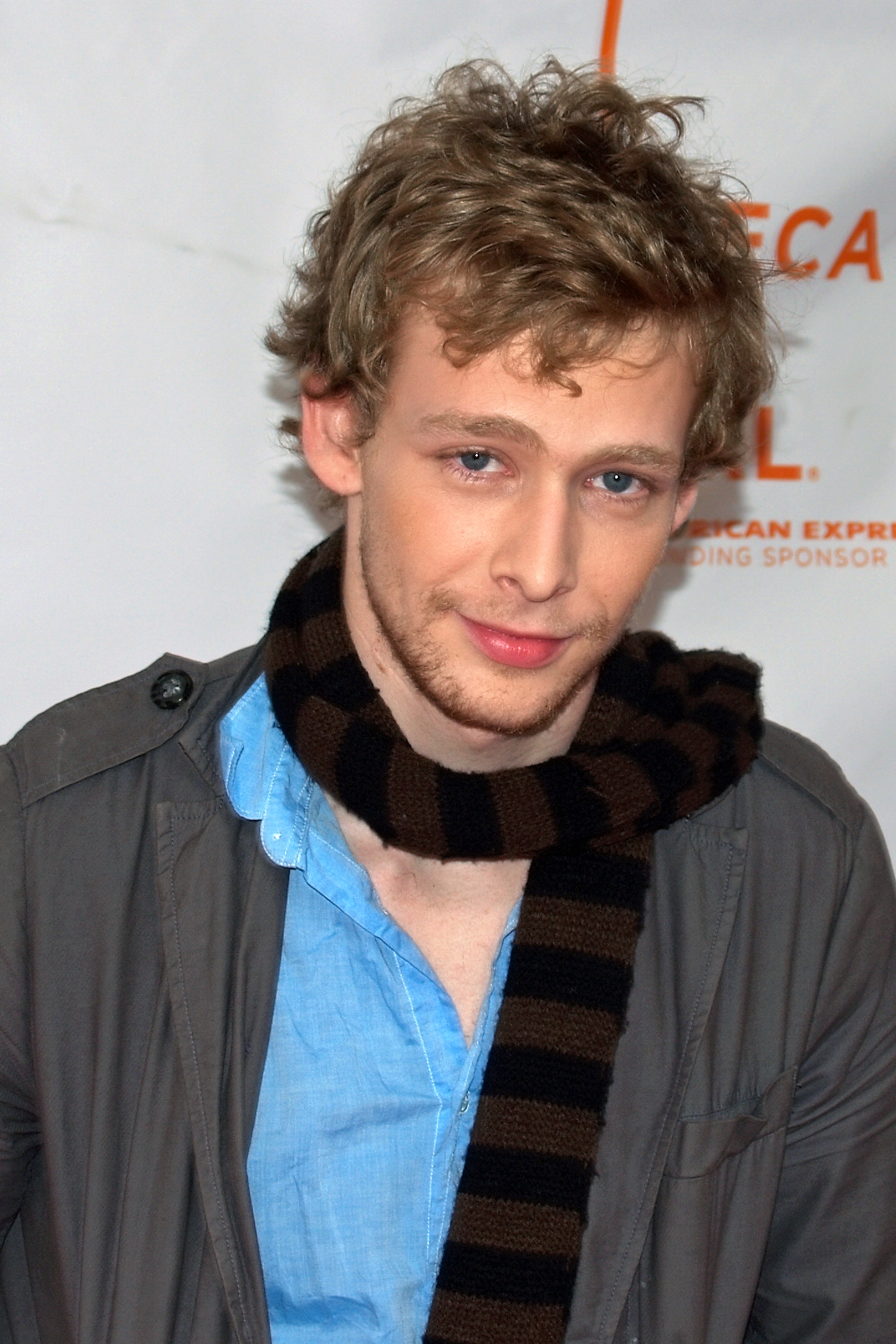
Johnny Lewis

Jonathan Kendrick Lewis (Los Angeles, 29 oktober 1983 – aldaar, 26 september 2012) was een Amerikaans acteur.
Lewis begon zijn televisie-acteercarrière al vroeg. Reeds in zijn tienerjaren had hij gastrollen in de series American Dreams, Boston Public en The Guardian. In 2004 maakte hij zijn debuut in de filmwereld door te spelen in de film Raise Your Voice met Hilary Duff. Daarna speelde hij in Underclassman in 2005.
Lewis had ook een gastrol in vier afleveringen van de kinderserie Drake & Josh op Nickelodeon. In de televisieserie The O.C. had Lewis een rolletje als een van de nieuwe vrienden van het personage Marissa Cooper.

## Privéleven
Lewis werd geboren als tweede kind uit een gezin van drie kinderen met als ouders Divona en Michael Lewis. Hij groeide op in Los Angeles, en had een dubbele nationaliteit, namelijk een Amerikaans en Canadees paspoort. In zijn vrije tijd speelde hij gitaar, deed hij aan parachutespringen en was hij bezig met het schrijven van zijn eerste boek.
Lewis overleed op 26 september 2012 op de leeftijd van 28 jaar. Lewis werd samen met een 81-jarige vrouw gevonden bij een huis in Los Feliz, Californië. Politieagenten van de Los Angeles Police Department (LAPD) troffen het lichaam van Lewis aan op de oprijlaan voor het huis. De eigenares van het huis, Katherine Davis, werd dood in het huis aangetroffen. Zij is kennelijk door geweld om het leven gekomen, waarbij Lewis als verdachte wordt beschouwd. Buren hadden eerder een gillende vrouw gehoord. De politie verklaarde dat Lewis mogelijk is overleden na een val of sprong van het dak of een schuur. Hij was net vijf dagen eerder wegens goed gedrag uit de gevangenis ontslagen, waar hij vastzat wegens een inbraak en mishandeling eerder in 2012.

## Filmografie
- Lovely Molly (2009) - Tim
- One Missed Call (2008) - Brian
- Aliens vs. Predator: Requiem (2008) - Ricky
- Felon (2008) - Snowman
- Palo Alto (2007) - Nolan
- Underclassman (2005) - Alexander Jeffries
- Pretty Persuasion (2005) - Warren Prescott
- Raise Your Voice (2004) - Engelbert "Kiwi" Wilson

### Televisierollen
- Sons of Anarchy (2008 – 2009) - Kip "Half-Sack" Epps
- Criminal Minds (2006) - Tad Sidley
- The O.C. (2005 - 2006) - Dennis Childress
- Smallville (2005) - Gabriel Duncan
- Quintuplets (2004 - 2005) - Pearce Chase
- Drake & Josh (2004) - Scottie
- American Dreams (2003 - 2004) - Lenny
- Yes, Dear (2002) - Ricky
- The Sausage Factory (2002) - Gilby Van Horn
- The Guardian (2002) - Ted
- Boston Public (2001 - 2003) - Bobby/Bodhi
- Undressed (2001) - Ray
- Judging Amy (2001) - Desmond
- Malcolm in the Middle (2000) - Cadet Martin
- 7th Heaven (2000) - Norton